# The Best of April Wine: Rock Ballads
The Best of April Wine: Rock Ballads es el segundo álbum recopilatorio de la banda de rock canadiense April Wine, publicado en 1981.

## Lista de canciones
1. “Just Between You and Me”
2. “Child's Garden”
3. “Like a Lover, Like a Song”
4. “You Won't Dance with Me”
5. “I Wouldn't Want to Lose Your Love”
6. “Rock 'n' Roll is a Vicious Game”
7. “Cum Hear the Band”
8. “Comin' Right Down on Top of Me”
9. “Marjorie”
10. “I'm on Fire for You Baby”
11. “Lovin' You”
12. “Wings of Love”

## Reedición en formato de disco compacto
1. “Just Between You and Me”
2. “Child's Garden”
3. “Like a Lover, Like a Song”
4. “You Won't Dance with Me”
5. “I Wouldn't Want to Lose Your Love”
6. “Rock 'n' Roll is a Vicious Game”
7. “Comin' Right Down on Top of Me”
8. “Marjorie”
9. “Lovin' You”
10. “Wings of Love”

## Formación
- Myles Goodwyn - voz principal, guitarra, teclados y coros
- Brian Greenway - voz, guitarra y armónica.
- Gary Moffet - guitarra y coros.
- Jim Clench - voz y bajo
- Steve Lang - bajo y coros
- Jerry Mercer - batería, percusiones y coros.